# Louis Alexandre Amélie Bauduy
Louis Alexandre Amélie Bauduy, né le 1er novembre 1773, à Port-au-Prince (Saint-Domingue), et mort le 5 mai 1827 à Paris, est un général français de la Révolution et de l’Empire. Il est l'héritier d'une des plus grandes plantations esclavagistes de sucre du monde de l'époque. 
Fils de Jean-Baptiste Bauduy et de Hélène Cruon, il épouse Victoire Mathurine Agathe Marguerite, fils d'Étienne Darnaud. De leur union naîtra au moins un fils : Étienne, né en février 1800 (??), baptisé le 20 mars 1800.

## Biographie

### Son père
Le 7 octobre 1771, son père Jean-Baptiste hérite du grand-père Pierre de Bauduy, né à Petite-Rivière, capitaine de la milice, une plantation de sucre valant 1,7 million de livres et sa part dans la plantation Bellevue, qui produit 600 000 livres de sucre par an, ce qui lui permet aussi de fonder une plantation de café appelée « La Montagne noire ». 
Né à Port-au-Prince mais éduqué en France, comme son frère Pierre de Bauduy de Bellevue, tous deux reviennent aux îles en 1790 et tentent de protéger la plantation familiale en août 1791 lorsqu'elle est l'une des premières victimes de la révolte noire, brûlée et victime de massacres, auxquels s'opposent sans succès une centaine de soldats. Pendant quatre mois, avec son père et six autres hommes, il vit barricadé dans la plantation de Bellevue. Son père est tué par les révoltés, et la plantation brûlée. 
Parmi les premiers réfugiés français de Saint-Domingue en Amérique, il était associé via sa famille à Éleuthère Irénée du Pont de Nemours.
Son frère Pierre de Bauduy de Bellevue (1769-1833) fut le premier des réfugiés français de Saint-Domingue en Amérique à s'installer, dès octobre 1791, à Wilmington, dans le Delaware où il avait acheté la propriété d'Eden Park, après avoir créé une entreprise de fabrique de fiacre, puis en 1802 une petite entreprise chimique de fabrication de poudre, dans laquelle a investi Eleuthère Irénée du Pont de Nemours, fils de Pierre Samuel du Pont de Nemours et qui deviendra la multinationale DuPont. La communauté française de Wilmington, où vit sa famille, est rejointe en 1797 par un autre combattant de l'armée anglaise de Saint-Domingue, le marquis Claude-Henry-Étienne Bernard de Sassenay, capitaine des dragons de Saint-Domingue, qui combattait aux côtés des Anglais et qui a épousé Fortunée, la plus jeune de ses belles-sœurs.
Mais Louis-Alexandre-Amélie de Bauduy de Bellevue suit un autre chemin, celui de la carrière des armes. Il a commencé sa carrière comme officier dans les dragons coloniaux le 1er juillet 1790 et il devient commandant des dragons du quartier de Bellevue en 1791. 
Passé avec le grade de capitaine le 1er février 1794 dans les chasseurs de Saint-Domingue, à la solde de l'Angleterre, après le traité de Whitehall, il devient major de ce corps le 6 juillet 1797. Il sert en cette qualité jusqu'à l'armistice du 30 mars 1798 qui laisse entrevoir la fin de la guerre contre le général noir Toussaint Louverture.
Rentré au service de France dans les dragons du Cap, il obtient un sabre d'honneur pour s'être distingué dans un engagement contre les insurgés de la colonie,le 16 octobre 1802 et est nommé membre de l'état-major général lors de l'expédition de Saint-Domingue de janvier 1802. Il est décoré de la Légion d'honneur le 24 septembre 1803, puis promu officier du même ordre le 14 juin 1804.
Rapatrié en métropole, il est employé comme capitaine adjoint à l'état-major général de la grande armée le 27 septembre 1806. Le général Mouton l'attache à sa personne comme aide-de-camp le 1er novembre. Nommé chef d'escadron le 20 avril 1807, il prend le 1er novembre 1808 le commandement d'un régiment de marche de cavalerie destiné à l'armée d'Espagne et il obtient le 15 décembre le brevet de major. Le 15 août 1809, il est chargé du commandement du fort de Lille dans la 24e division militaire, armé du Nord, et devient successivement major du 6e régiment de chasseurs à cheval le 8 novembre suivant, adjudant-commandant le 29 juin 1810, et chef d'état-major dans les îles Ioniennes le 6 décembre. 
Le 1er septembre 1814, il rentre en France et est placé au traitement de non-activité. Toutefois, il est fait chevalier de Saint-Louis le 27 décembre et promu maréchal de camp par le régime de la Restauration le 31 décembre 1814. le 5 mars 1815, il est mis à la disposition de "Monsieur" comte d'Artois.
Après le retour de l'île d'Elbe, Napoléon l'emploie le 31 mars dans la 3e division militaire à Metz, le confirme par décret du 2 avril dans le grade de maréchal-de-camp, et l'attacha le 21 juin au service particulier de la place de Metz.
Le 1er octobre 1815, il est mis en non-activité, et il est replacé dans le cadre d'activité de l'état-major général l'année suivante. Il prend successivement le commandement du département des Deux-Sèvres le 21 janvier 1816, celui de la Drôme le 2 juillet, celui de la Haute-Saône le 1er octobre et de la Creuse le 2 novembre 1817. Le 22 avril 1818, le ministre de la Guerre, lui confie le commandement de la 2e subdivision militaire de la 12e division territoriale à Nantes, et le 20 août 1820, la 3e subdivision de la 6e division militaire du Jura.
Il est mis en disponibilité le 1er décembre 1826.
Il meurt le 5 mai 1827, à Paris. Il est enterré au cimetière du Père-Lachaise 73e division.

## État de services
- Sous-lieutenant le 1er octobre 1791 ;
- Lieutenant le 25 février 1792 ;
- Capitaine le 1er septembre 1792 ;
- Chef d'escadron le 20 avril 1807 ;
- Major le 15 novembre 1808 ;
- Adjudant-commandant le 29 juin 1810 ;
- Maréchal de camp honoraire le 31 décembre 1814, confirmé le 2 avril 1815 avec effet rétroactif au 31 décembre 1814,

## Campagnes
- Mis en non-activité le 1er septembre 1814 ;
- Mis à la disposition de Monsieur le 5 mars 1815 ;
- Affecté à la 3e division militaire du 31 mars 1815 au 21 juin 1815 ;
- Affecté à la place de Metz du 21 juin 1815 au 1er octobre 1815 ;
- Mis en non-activité le 1er octobre 1815 ;
- Commandant du département des Deux-Sèvres du 21 janvier 1816 au 2 juillet 1817 ;
- Commandant du département de la Drôme du 2 juillet 1817 au 1er octobre 1817 ;
- Commandant du département de la Haute-Saône du 1er octobre 1817 au 2 novembre 1817 ;
- Commandant du département de la Creuse du 2 novembre 1817 au 22 avril 1818 ;
- Commandant de la 2e subdivision de la 12e division militaire (Charente-Inférieure) du 22 avril 1818 au 2 août 1820 ;
- Commandant de la 3e subdivision de la 6e division militaire (Jura) du 2 août 1820 au 1er décembre 1826 ;
- Mis en disposition du 1er décembre 1826 au 5 mai 1827.

## Blessures
Blessures durant la période 1792-1815: 24 septembre 1793, 1er mai 1795 et 16 octobre 1802

## Décorations
- Légionnaire le 24 septembre 1803, puis,
- Officier de la Légion d'honneur le 14 juin 1804,
- Chevalier de Saint-Louis le 27 décembre 1814,

## Titres
- Fait Chevalier de l'Empire par Lettres patentes du 11 juin 1810 ;
- Créé baron le 17 août 1822.

## Hommage, Honneurs, Mentions...
- Reçoit un Sabre d’Honneur le 16 octobre 1802.

## Pensions, rentes
- le 15 août 1809, donataire d'une rente de 2 000 francs sur Bayreuth.

## Armoiries
| Figure | Blasonnement |
|        | Armes du Chevalier Louis Alexandre Amélie Bauduy et de l'Empire « Parti d'azur à un cheval galopant d'argent, soutenu d'un croissant du même ; au II, d'or à un sabre d'azur posé en pal, suremonté de deux tête de maures de sables, tortillées d'argent ; à la champagne brochant sur l'écartelé et chargée de l'insigne des chevaliers légionnaires de l'Empire. » |

## Sources
- (en) « Generals Who Served in the French Army during the Period 1789 - 1814: Eberle to Exelmans »
- Archives nationales (CARAN) – Service Historique de l’Armée de Terre – Fort de Vincennes – Dossier S.H.A.T. (côte : 8 Yd 1 913 Yd 1 802).
- Thierry Pouliquen, « Les généraux français et étrangers ayant servis [sic] dans la Grande Armée » (consulté le 22 décembre 2014)
- « La noblesse d’Empire » (consulté le 22 décembre 2014)
- « Cote LH/144/20 », base Léonore, ministère français de la Culture
- A. Lievyns, Jean Maurice Verdot, Pierre Bégat, Fastes de la Légion-d'honneur, biographie de tous les décorés accompagnée de l'histoire législative et réglementaire de l'ordre, Bureau de l’administration, Tome 4, 1844, 640 p. (lire en ligne), p. 520.